# Pieter Achtschellinck
Pieter Achtschellinck (Bruxelles, ... – ...; fl. XVII secolo) è stato un pittore fiammingo.

## Biografia
Fratello di Lucas Achtschellinck, fu allievo di Philip van der Elst, di cui fu anche collaboratore dal 1643. Dal 1651 era iscritto come Maestro alla gilda di Bruxelles.